# Błędne określenie przyczyn pobudzenia
Błędne określenie przyczyn pobudzenia – w psychologii społecznej przypisanie błędnych źródeł swemu pobudzeniu, czego konsekwencją jest błędna interpretacja emocji.
Zgodnie z badaniami Schachtera i Singera (1962) w ten sposób mogą być pomylone: strach, lęk, podniecenie, pożądanie seksualne oraz pobudzenie na skutek wysiłku fizycznego, gdyż ich początkowe fizjologiczne objawy są podobne, a rozróżnienie tych stanów opiera się wówczas wyłącznie na umysłowej ocenie sytuacji.